# Бёттке, Питер
Питер Бёттке (англ. Peter J. Boettke, IPA: [ˈbɛtki]; род. 3 января 1960, США) — американский экономист, представитель австрийской школы. В настоящее время работает в Университете Джорджа Мэйсона, является директором углубленной философской программы имени Фридриха Хайека.

## Биография
В 1983 году окончил Grove City College, округ Мерсер, штат Пенсильвания, и получил степень бакалавра экономики.
С середины 1990-х годов Бёттке стал директором летнего семинара по учениям австрийской школы, до этого данную должность занимал Израэль Кирцнер.
В 1998 году стал редактором «Обзора австрийской экономики». «Обзор австрийской экономики» был основан Мюрреем Ротбардом в середине 1980-х годов для развития и продвижения австрийской школы.
Бёттке также имеет награды за свою преподавательскую деятельность. Помимо экономики Бёттке также является участником программы российских учений. Является фанатом спорта — студенческого баскетбола, профессионального тенниса и бейсбольной команды New York Yankees.

## Публикации
Все указанные публикации можно найти на сайте Mises Institute
Boettke P. (2001) Calculation and Coordination: Essays on Socialism and Transitional Political Economy
Boettke P., Coyne C. (2004) The Forgotten Contribution: Murray Rothbard on Socialism in Theory and in Practice
Coyne C., Boettke P. (2014) The Role of the Economist in Economic Development
Boettke P. (2002) Relevance as a Virtue in Economics
Boettke P. (2005) Newly Minted PhDs